# 쿠두스 호자먀로프
쿠두스 호자먀로프(카자흐어: Қуддус Хоҗамяров, 러시아어: Куддус Кужамьяров 쿠두스 쿠자미야로프[*], 1918년 5월 12일 ~ 1994년 4월 8일)는 카자흐스탄의 위구르족 출신 작곡가이다.
카자흐스탄 카이나자르(Kaynazar) 마을 출신이며 16세 시절에 알마티로 이주하면서 알마티 음악 연극 학교에 재학했다. 1943년에는 소련 공산당에 입당했고 1951년에는 알마티 음악 학교를 졸업했다. 위구르족의 전통 음악 선율인 무캄(Muqam) 12편을 작곡했고 오페라 《나주굼》(Nazugum, 1956년), 《금빛 산맥》(Zolotyegorye, 1960년), 발레 《친 토무르》(Chin Tomur, 1967년)를 제작했다. 1987년에는 소련 인민예술가 칭호를 받았다.